# 30-й совет министров Канады
Тридца́тый сове́т мини́стров Кана́ды (англ. Thirtieth Canadian Ministry, фр. Trentième conseil des ministres du Canada) — правительство Канады с 14 марта 2025 в течение 44-го и 45-го созыва канадского парламента. Его главой является Марк Карни из Либеральной партии Канады (ЛПК).

## Формирование
6 января 2025 года лидер Либеральной партии и премьер-министр Канады Джастин Трюдо объявил о намерении уйти в отставку по завершении выборов лидера партии
9 марта 2025 года Марк Карни избран лидером Либеральной партии Канады.
14 марта 2025 года премьер-министр Карни и министры его Кабинета приведены к присяге и вступили в должность.

## Изменения в составе
13 мая 2025 года Марк Карни произвёл масштабные перестановки в Кабинете по итогам парламентских выборов, введя в него 12 новых министров. При этом возобновлена практика назначения государственных секретарей, не являющихся членами Кабинета.

## Состав
| Должность | Имя                                    |
| --- | -------------------------------------- |
| Премьер-министр | Джастин Трюдо                          |
| Министр, ответственный за торговлю между Канадой и США, по связям с правительствами провинций и по делам единой канадской экономики, председатель Королевского тайного совета для Канады | Доминик Леблан (с 13 мая 2025)         |
| Министр по связям с правительствами провинций, председатель Королевского тайного совета для Канады                                                                                       | Доминик Леблан (до 13 мая 2025)        |
| Министр внешней торговли | Доминик Леблан (до 13 мая 2025)        |
| Министр внешней торговли | Маниндер Сидху (с 13 мая 2025)         |
| Министр финансов | Франсуа-Филипп Шампань                 |
| Министр национальных доходов Канады | Франсуа-Филипп Шампань (с 13 мая 2025) |
| Министр по делам Агентства национальных доходов Канады | Элизабет Бриер (до 13 мая 2025)        |
| Министр иностранных дел | Мелани Жоли (до 13 мая 2025)           |
| Министр иностранных дел | Анита Ананд (с 13 мая 2025)            |
| Министр международного развития | Мелани Жоли (до 13 мая 2025)           |
| Министр инноваций, науки и промышленности | Анита Ананд (до 13 мая 2025)           |
| Министр промышленности | Мелани Жоли (с 13 мая 2025)            |
| Министр, ответственный за Агентство экономического развития Канады в регионах Квебека | Мелани Жоли (с 13 мая 2025)            |
| Министр транспорта и внутренней торговли Канады | Христя Фриланд                         |
| Помощник лидера партии по проблемам Квебека Министр канадского наследия | Стивен Гильбо (до 13 мая 2025)         |
| Министр канадской идентичности и культуры | Стивен Гильбо (с 13 мая 2025)          |
| Министр юстиции и генеральный прокурор Канады | Гэри Анандасангари (до 13 мая 2025)    |
| Министр юстиции и генеральный прокурор Канады | Шон Фрейзер (с 13 мая 2025)            |
| Министр по делам коренных народов и северных территорий | Гэри Анандасангари (до 13 мая 2025)    |
| Министр по делам коренных народов | Ребекка Алти (с 13 мая 2025)           |
| Министр по делам Севера и Министр, ответственный за Канадское агентство экономического развития Севера                                                                                   | Ребекка Шартран (с 13 мая 2025)        |
| Министр здравоохранения | Камал Хера (до 13 мая 2025)            |
| Министр здравоохранения | Маржори Мишель (с 13 мая 2025)         |
| Министр национальной обороны | Билл Блэр (до 13 мая 2025)             |
| Министр национальной обороны | Дэвид Макгинти (с 13 мая 2025)         |
| Помощник министра национальной обороны Канады | Джилл Макнайт (с 13 мая 2025)          |
| Министр федеральных услуг, предоставляемых коренным народам | Патти Хайду (до 13 мая 2025)           |
| Министр федеральных услуг, предоставляемых коренным народам | Мэнди Галл-Масти (с 13 мая 2025)       |
| Министр энергетики и природных ресурсов | Джонатан Уилкинсон (до 13 мая 2025)    |
| Министр энергетики и природных ресурсов | Тим Ходжсон (с 13 мая 2025)            |
| Председатель Совета государственного казначейства | Жинетт Петипа-Тейлор (до 13 мая 2025)  |
| Председатель Совета государственного казначейства | Шафкат Али (с 13 мая 2025)             |
| Парламентский организатор правительства | Ричи Вальдес (до 13 мая 2025)          |
| Министр по делам женщин и гендерного равенства | Ричи Вальдес (с 13 мая 2025)           |
| Министр рабочих мест и по делам семей | Стивен Маккинон (до 13 мая 2025)       |
| Министр рабочих мест и по делам семей | Патти Хайду (с 13 мая 2025)            |
| Министр, ответственный за Федеральное агентство экономического развития для Северного Онтарио                                                                                            | Патти Хайду (с 13 мая 2025)            |
| Министр общественной безопасности и подготовленности к чрезвычайным ситуациям | Дэвид Макгинти (до 13 мая 2025)        |
| Министр общественной безопасности | Гэри Анандасангари (с 13 мая 2025)     |
| Министр управления в чрезвычайных ситуациях и общественной устойчивости | Элеанора Ольшевски (с 13 мая 2025)     |
| Министр, ответственный за экономическое развитие Канадских Прерий | Элеанора Ольшевски (с 13 мая 2025)     |
| Министр окружающей среды и проблем изменения климата | Терри Дюги (до 13 мая 2025)            |
| Министр окружающей среды и проблем изменения климата | Джули Дабрузин (с 13 мая 2025)         |
| Министр жилищного хозяйства, инфраструктуры и сообществ | Натаниел Эрскин-Смит (до 13 мая 2025)  |
| Министр жилищного хозяйства и инфраструктуры | Грегор Робертсон (с 13 мая 2025)       |
| Министр, ответственный за Агентство экономического развития Тихоокеанского побережья Канады                                                                                              | Грегор Робертсон (с 13 мая 2025)       |
| Министр иммиграции, беженцев и гражданства | Рейчел Бендаян (до 13 мая 2025)        |
| Министр иммиграции, беженцев и гражданства | Лена Диаб (с 13 мая 2025)              |
| Министр по делам ветеранов | Элизабет Бриер (до 13 мая 2025)        |
| Министр по делам ветеранов | Джилл Макнайт (с 13 мая 2025)          |
| Министр рыболовства, океанов и Канадской береговой охраны, с 13 мая 2025 года — министр рыболовства                                                                                      | Джоан Томпсон                          |
| Лидер правительства в Палате общин | Ариэль Каябага (до 13 мая 2025)        |
| Лидер правительства в Палате общин | Стивен Маккиннон (с 13 мая 2025)       |
| Министр демократических институтов | Ариэль Каябага (до 13 мая 2025)        |
| Министр сельского хозяйства, продовольствия и сельского экономического развития | Коди Блуа (до 13 мая 2025)             |
| Министр сельского хозяйства и продовольствия | Хит Макдональд (с 13 мая 2025)         |
| Министр преобразования правительства, коммунального хозяйства и закупок | Али Эсасси (до 13 мая 2025)            |
| Министр преобразования правительства, коммунального хозяйства и закупок | Жоэль Лайтбаунд (с 13 мая 2025)        |
| Министр по делам искусственного интеллекта и цифрового обновления | Эван Соломон (с 13 мая 2025)           |
| Министр, ответственный за Федеральное агентство экономического развития Южного Онтарио                                                                                                   | Эван Соломон (с 13 мая 2025)           |